# جورج زيمل
جورج زيمل (بالإنجليزية: Georg Simmel)‏ (و. 1858 – 1918 م) هو فيلسوف، واجتماعي.، وأستاذ جامعي من ألمانيا . ولد في برلين
توفي في ستراسبورغ. كان زيمل واحدًا من جيل علماء الاجتماع الألمان الأول: وضع منهجه للكانطية الجديدة الأسس من أجل مناهضة الانقسام الاجتماعي، تساءل زيمل «ما هو المجتمع؟» في إشارة مباشرة لسؤال الفيلسوف الألماني كانط «ما هي الطبيعة؟»، بالإضافة لتقديمه تحليلات رائدة للفردية الاجتماعية والتفتّت. تشير الثقافة بالنسبة لزيمل إلى «رعاية الأفراد من خلال الإدارات المتخصصة بالنماذج الخارجية والتي تجسدت على مر التاريخ». ناقش زيمل الظواهر الاجتماعية والثقافية إما عن طريق «الشكل» أو «المحتوى» إذ يصبح الشكل محتوى والعكس بالعكس مع مرور الوقت، بحسب السياق. كان رائدًا لأساليب التفكير البنيوية في العلوم الاجتماعية. اعتُبر زيمل مقدمة لعلم الاجتماع الحضري والتفاعل الرمزي وتحليل الشبكات الاجتماعية من خلال عمله في المدينة.
كان زيمل على اطلاع على نظرية ماكس فيبر. كتب زيمل حول موضوع الشخصية بطريقة تذكرنا بـ «النوع الاجتماعي النقي»، إذ رفض المعايير الأكاديمية كثيرًا، واعتمدت فلسفته بالرغم من ذلك على تغطية مواضيع مثل العاطفة والحب الرومنسي. تقوم كل من نظرية زيمل ونظرية فيبر غير المؤيدة لها بنقاش النظرية النقدية الانتقائية لمدرسة فرانكفورت.
من أعمال زيمل الأكثر شهرة اليوم هي: مشاكل فلسفة التاريخ (1892) وفلسفة المال (1900) ومتروبوليس والحياة العقلية (1903) وكتبه في علم الاجتماع (1908) بما في ذلك: الغريب والحدود الاجتماعية وعلم اجتماع الحواس وعلم اجتماع الفضاء والإسقاطات المكانية للأشكال الاجتماعية والمسائل الأساسية لعلم الاجتماع (1917). كتب بالإضافة إلى ذلك عن فلسفة شوبنهاور ونيشته على نطاق واسع، كتب كذلك عن الفن وأبرز كتبه في هذا المجال هو كتابه «ريمبراندت»: مقال في فلسفة الفن (1916).

## مطلع الحياة والتعليم
ولد زيمل في برلين في ألمانيا لعائلة يهودية مندمجة وكان أصغر إخوته السبعة. أسس والده إدوارد زيمل، رجل الأعمال الناجح والذي اعتنق الكاثوليكية الرومانية، متجرًا للحلويات وسماه «فيليكس وساروتي»، استحوذت شركة لصناعة الشوكولاته على المتجر فيما بعد. كانت والدته من عائلة يهودية ولكنها تحولت أيضًا للكنيسة اللوثرية. عمّد جورج نفسه كبروتستانت عندما كان طفلًا. توفي والده في عام 1874 عندما كان يبلغ 16 عامًا من العمر تاركًا ميراثًا كبيرًا. تبنّى يوليوس فريدلندر جورج، وهو مؤسس دار نشر الموسيقى الدولية، وبيترز فيرلاج، الذي وهب له ثروة كبيرة مكنته من أن يصبح عالمًا.
درس زيمل الفلسفة والتاريخ في جامعة هومبولت في برلين ابتداءً من عام 1876. حصل على الدكتوراه في عام 1881 لقاء أطروحته في فلسفة كانط للمادة (طبيعة المادة وفقًا لعلم كانط المادي).

## مهنيًا
أصبح محاضرًا خارجيًا في جامعة برلين في عام 1885، ومحاضرًا في الفلسفة والأخلاق والمنطق والتشاؤم والفن وعلم النفس والاجتماع. لم تكن محاضراته شائعة داخل الجامعة فحسب، بل جذبت النخبة الفكرية في برلين أيضًا. على الرغم من تقديم ماكس فيبر طلبات للحصول على كراسي شاغرة في الجامعات الألمانية، لكن زيمل بقي أكاديميًا خارجيًا. ولكنه كان قادرًا على متابعة اهتماماته العلمية لسنوات بالرغم من ذلك بسبب الدعم الذي حصل عليه من الميراث دون الحاجة إلى وظيفة مأجورة.
واجه زيمل صعوبة في الحصول على القبول ضمن المجتمع الأكاديمي بالرغم من دعم زملائه المعروفين، مثل ماكس فيبر ورينر ماريا ريلك وستيفان جورج وإدمند هوسيرل. ولكن كل هذا الدعم كان بشكل جزئي بسبب النظر إليه على أنه يهودي خلال عصر معاداة السامية. لم يكن هذا السبب الوحيد ولكن أيضًا لأن مقالاته كُتبت للجمهور العام بدلًا من علماء الاجتماع الأكاديميين الأمر ما أدى إلى رفض بعض المتخصصين الآخرين له. واصل زيمل عمله الفكري والأكاديمي بالرغم من ذلك، بالإضافة لمشاركته في الأوساط الفنية.
رُقي في عام 1901 إلى رتبة أستاذ استثنائي (أستاذ كامل ولكن دون كرسي). كان معروفًا في ذلك في جميع أنحاء أوروبا وأمريكا ونُظر إليه على أنه رجل ذو سمعة جيدة.
كان زيمل في عام 1909 جنبًا إلى جنب مع فرديناند تونيس وماكس فيبر وغيرهما، من أجل تأسيس الجمعية الألمانية لعلم الاجتماع حيث عمل عضوًا في أول هيئة تنفيذية لها.
حصل زيمل في عام 1914 على رتبة أستاذ عادي مع كرسي في جامعة ستراسبورغ آنذاك، لكنه لم يشعر بالراحة في العمل هناك بسبب اندلاع الحرب العالمية الأولى، إذ توقفت جميع الأنشطة الأكاديمية والمحاضرات وتحولت قاعات المحاضرات لمستشفيات عسكرية. تقدم في عام 1915 للحصول على كرسي في جامعة هايدلبرغ ولكنه لم ينجح بذلك.
لم يهتم زيمل بالتاريخ المعاصر قبل الحرب العالمية الأولى، بل كان يصب اهتمامه على التفاعلات والفن والفلسفة في عصره. اهتم بالتاريخ بعد ذلك ولكنه بالرغم من اهتمامه بدا أنه يعطي آراءً متضاربة حول الأحداث، ذلك بسبب كونه مؤيدًا لـ «التحول الداخلي لألمانيا»، وأكثر موضوعية في «فكرة أوروبا» وناقدًا في «أزمة الثقافة»، تعب زيمل من الحرب مع تقدمه في العمر، بالذات في عام وفاته.

## حياته الشخصية
تزوج جورج من جيرترود كينيل في عام 1890، الفيلسوفة والتي كانت تنشر تحت اسم مستعار «ماري لويس إنكيندورف» وباسمها الخاص أيضًا. عاشا سويًا حياةً محمية وبرجوازية، وأصبح منزلهما مكانًا للتجمعات الأدبية أو ما يعرف بالصالونات الأدبية. حظيا بابن واحد هو هانز يوجين سيميل، والذي أصبح طبيباً فيما بعد. كانت حفيدة جورج وجيرترود هي عالمة النفس ماريانا زيمل. عاش زيمل علاقة غرامية مع مساعدته جيرتود كانتوروفيكس، والتي أنجب منها ابنة عام 1907، بالرغم من أن هذه الحقيقة بقيت مخفية حتى بعد وفاته.
توقف زيمل عن قراءة الصحف في عام 1917 واعتكف في الغابة السوداء من أجل إنهاء كتابه. توفي بسبب إصابته بسرطان الكبد في ستراسبورغ قبل وقت قصير من نهاية الحرب في عام 1918.

## روابط خارجية
- جورج سيمل على موقع الموسوعة البريطانية (الإنجليزية)
- جورج سيمل على موقع ميوزك برينز (الإنجليزية)
- جورج سيمل على موقع إن إن دي بي (الإنجليزية)